# Jacques de Pencoëdic
Jacques de Pencoëdic (mort à Rome le 25 aout 1462) est un ecclésiastique breton qui fut évêque désigné de Saint-Brieuc en 1450.

## Biographie
Jacques de Pencoëdic, proche du duc Jean V de Bretagne, a la réputation d'être un « fameux  » docteur in utroque jure. Il est chargé comme official de lire les 49 chefs d'accusation lors du procès de Gilles de Rais en 1440. Il résigne son canonicat de Léon et sa cure de la paroisse de Mure dans le diocèse de Quimper le 23 mai 1447 lorsqu'il devient archidiacre de Tréguier et est aussi curé de Château-Thébaud, dans le diocèse de Nantes.
Il est désigné le 25 avril 1450 pour succéder à Jean Prigent, évéque de Saint-Brieuc depuis 1439 et qui vient d'être transféré sur le siège épiscopal de Vannes où il se heurte au candidat élu par le chapitre de chanoines local Yves de Pontsal.  Jean Prigent  rétabli à Saint-Brieuc de facto en août 1450 il doit soutenir un long procès d'une dizaine d'années devant la Curie romaine qui lui donne finalement raison. Jacques de Pencoëdic s'était retiré à Rome où il devient « auditeur de causes » à la Rote romaine et où il meurt. Il est inhumé dans l'église Saint-Yves-des-Bretons.